# جون فورد (سياسي أمريكي)
جون فورد (بالإنجليزية: John Ford)‏ هو محامي وقاضي وسياسي أمريكي، ولد في 28 يوليو 1862، وتوفي في 1941. حزبياً، نشط في الحزب الجمهوري. وقد انتخب عضو مجلس ولاية نيويورك.